# گمینا موگیلانه
گمینا موگیلانه (به لهستانی:  Gmina Mogilany) یک گمینا در لهستان است که در شهرستان کراکوف واقع شده‌است. گمینا موگیلانه ۴۳٫۵۵ کیلومتر مربع مساحت و ۱۱٬۱۴۱ نفر جمعیت دارد.

## خواهرخوانده
شهر Sásd خواهرخواندهٔ گمینا موگیلانه هست.